# Markthalle (Wasigny)

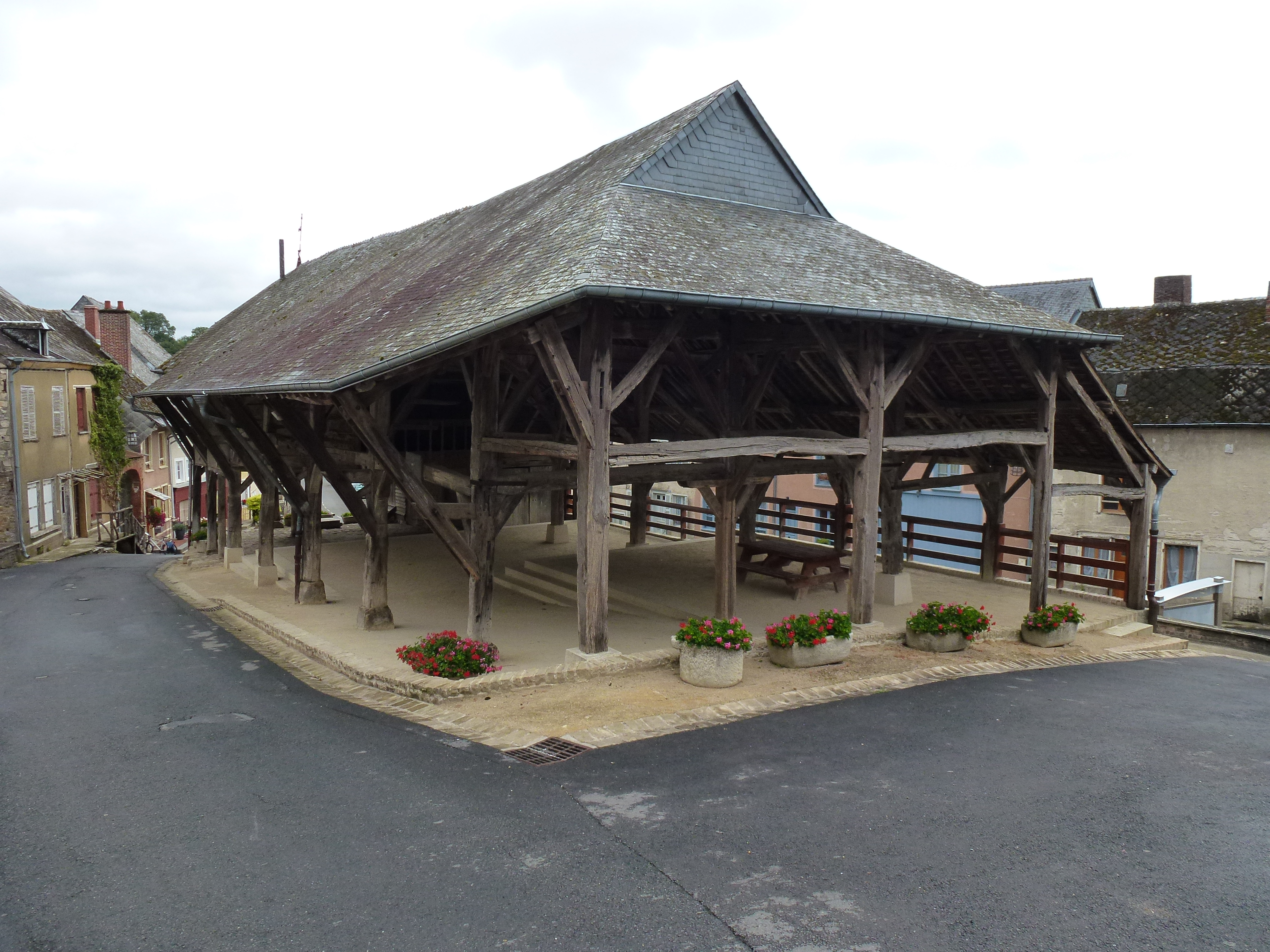
Markthalle in Wasigny

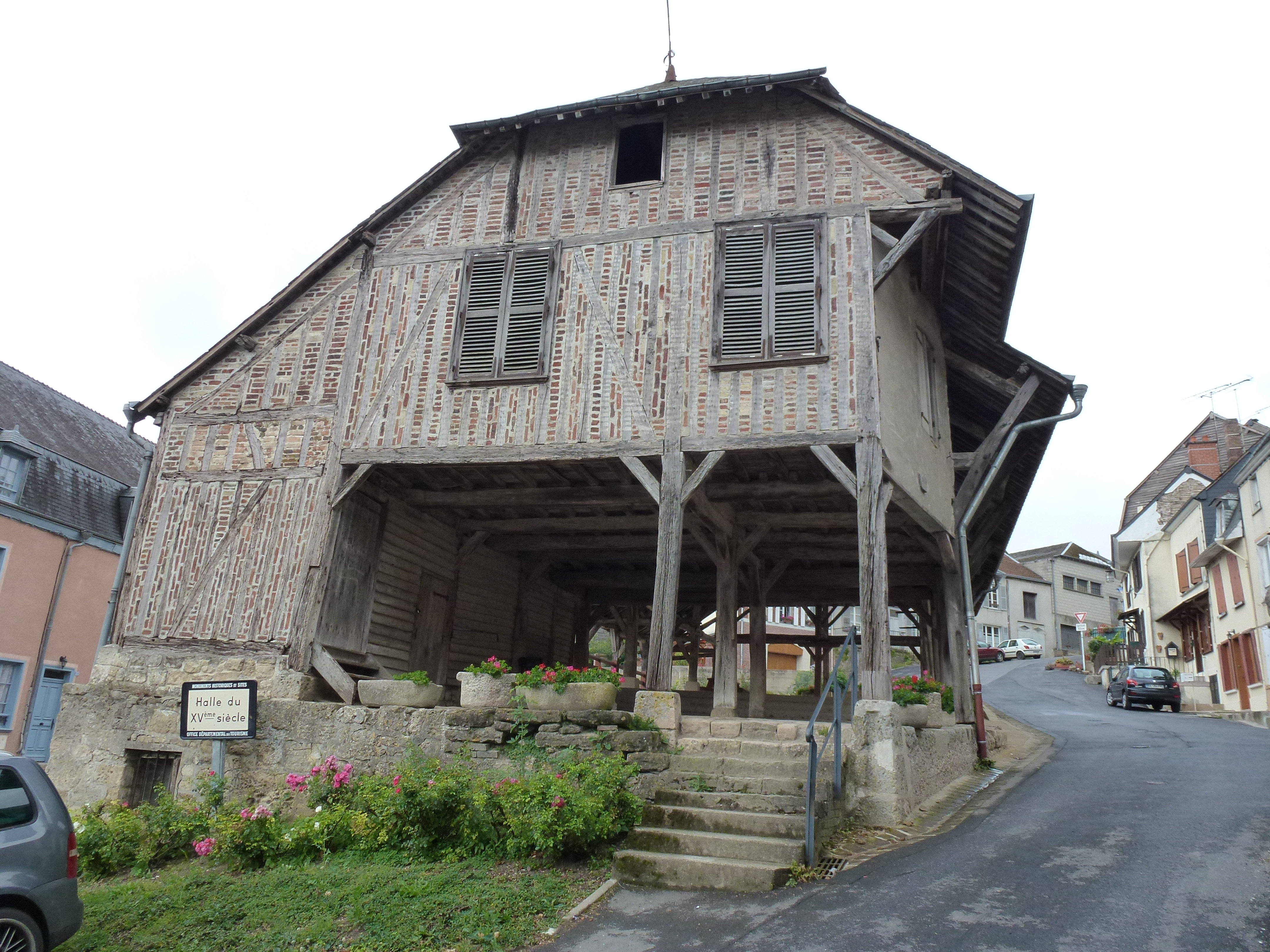
Seitenansicht

Die Markthalle in Wasigny, einer französischen Gemeinde im Département Ardennes in der Region Grand Est, wurde im 15. Jahrhundert errichtet. Die Markthalle an der Rue Jean Jaurès steht seit 1927 als Monument historique auf der Liste der Baudenkmäler in Frankreich.
Das Gebäude zählt zu den ältesten alten Markthallen in den Ardennen, die in ihrer ursprünglichen Form noch erhalten sind.